# Рег
Рег (пушту ریګ) — район южной части провинции Кандагар, граничащий с Пакистаном. Самый крупный район этой провинции.
Население на 2021 год составляет всего 10 097 человек. В основном это Белуджи и Пуштуны. Районным центром является село Рег Алакадари.
Большую часть этого региона занимает пустыня, и есть лишь несколько небольших населённых пунктов.